# Église Saint-Denis de Fransèches
L'église Saint-Denis est une église catholique située à Fransèches, en France.

## Localisation
L'église est située dans le département français de la Creuse et la commune de Fransèches.

## Historique
Cette église a été édifiée à la fin du XIIIe siècle. Elle était alors placée sous le patronage de l'abbaye de Moutier-d'Ahun et l'est désormais sous la paroisse Notre Dame de Haute Marche (Aubusson).
L'épaisseur des contreforts externes, qui ont été anciennement renforcés, n'a pas empêché l'écroulement des voûtes d'ogives, qui ont été remplacées par des voûtes en planches sous-tendues d'ogives, de liernes et de doubleaux en bois complétant les formerets d'origine, comme cela s'est produit dans l'église voisine et fort semblable de Chamberaud qui appartenait à l'ordre du Temple, ou dans celle du chœur de Pontarion.
Depuis la fin des années 2000, l'église a été entièrement restaurée aussi bien extérieurement qu'intérieurement. Ainsi des nouveaux vitraux ont été réalisés par Gilbert Laconche, « croyant, mais farouchement opposé aux dogmes », qui s'est inspiré de l’évangile selon saint Jean. Gilbert Laconche (1945-2017) a aussi réalisé un chemin de croix auquel il a souhaité rajouté une quinzième station (la tradition catholique ne prévoit que quatorze stations pour le chemin de croix), car précise-t-il : « Je l'ai rajouté car je trouve qu'on insiste trop sur le chemin de torture dans la Passion, alors que le Christ représente l'espoir pour les croyants, la Résurrection ». Et c'est dans le même esprit qu'il « souhaitait rompre avec la représentation du Christ crucifié sur sa croix ».
Elle possède une piéta en bois polychrome du XVIIIe siècle.
L'édifice a été inscrit aux monuments historiques par un arrêté du 3 avril 1969.